# Revolució de 1848

Mapa de les revolucions de 1848

La Revolució de 1848, o revolucions de 1848, conegudes en alguns països com la primavera de les nacions, la primavera dels pobles o l'any de les revolucions, fou una onada revolucionària que va sorgir a Sicília i, agreujada per les revolucions de 1848 a França, aviat es va estendre per la resta d'Europa i fins i tot fora, com al Brasil. Les revoltes tingueren lloc principalment durant el primer trimestre de l'any 1848 i anaren dirigides contra l'absolutisme i els imperis. Aquestes revolucions eren conseqüències violentes d'una varietat tan àmplia de causes que, per aquest motiu, és difícil de veure-les com a resultat de qualsevol tipus de moviment o fenomen social.

## Causes
Durant la primera part del segle xix van tenir lloc canvis a Europa. En política, tant els reformistes burgesos com els polítics radicals estaven buscant un canvi per als governs de les seves nacions. En la societat, la revolució industrial estava creant noves formes de vida per a les classes obreres; a part, una premsa popular estenia consciència política, i els valors nous i les idees de democràcia, radicalisme, liberalisme, el nacionalisme i el socialisme començaven a aparèixer. Malgrat els esforços contundents i sovint violents de les potències establertes i reaccionàries per contenir-les, les idees disruptives van guanyar popularitat exigint una constitució, el sufragi universal masculí, la llibertat de premsa, la llibertat d'expressió i altres drets democràtics, l'establiment de milícies civils, l'alliberament dels camperols, la liberalització de l'economia, l'abolició de les barreres aranzelàries i l'abolició de les estructures de poder monàrquiques a favor de l'establiment d'estats republicans, o almenys la restricció del poder príncep en forma de monarquies constitucionals.

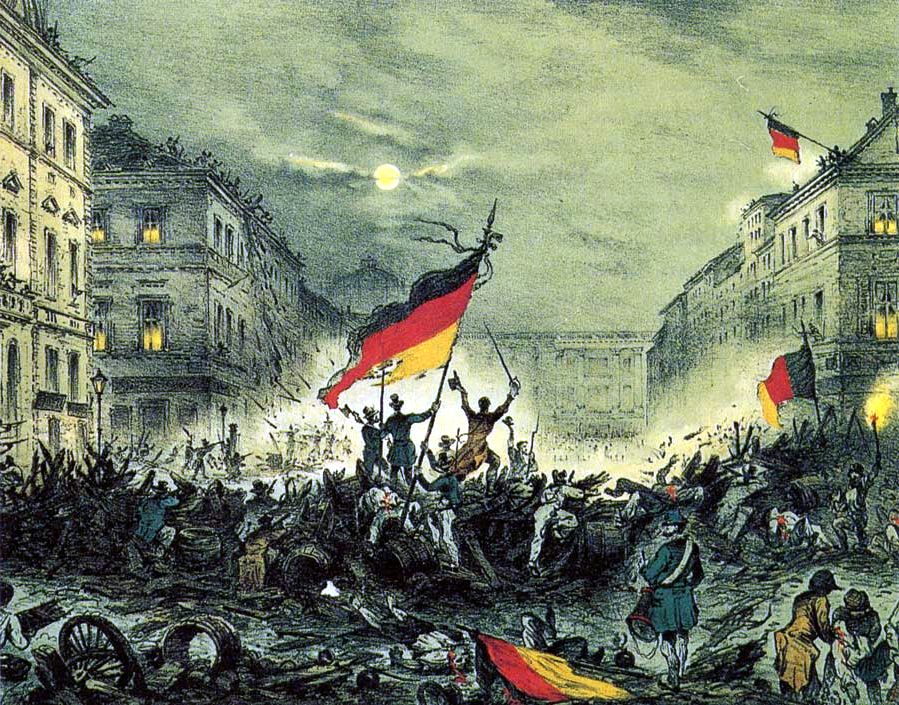
Revolució de març de 1848 a Berlín

Les causes de les revolucions del 1848 són molt diverses, a més a més, en cada estat va haver-hi característiques diferents.
Alguns llocs que van viure aquestes onades van ser París, Berlín, Viena, Praga, Budapest o Roma, i mentre en alguns països la revolta va tenir només caràcter social, en d'altres s'hi van ajuntar reivindicacions nacionals, ja sigui reivindicant la unitat de nacions dividides (sobretot a Alemanya, però també a Itàlia), com la independència o autonomia d'altres (a Polònia i als territoris de l'Imperi austríac).

### Econòmiques
L'any 1847 es va produir una crisi econòmica, que va afectar el sector agrari justament després d'una temporada de males collites, especialment de patates, aliment bàsic per a les classes populars. La mala situació de la gent al camp va influir en els sectors industrial i financer, provocant el creixement de l'atur. Els anys 1845 i 1846, el míldiu de la patata va causar una crisi de subsistència al nord d'Europa, que es van manifestar severament a la gran fam irlandesa, les terres altes escoceses i a tota l’Europa continental. Les collites de sègol a Renània van ser el 20% dels nivells anteriors, mentre que la collita de patates txeca es va reduir a la meitat.
La crisi econòmica de 1846-1848 va afavorir l'oposició francesa, que es va anar unint progressivament, i després de les reformes obtingudes durant la sessió parlamentària de 1847, com la rebaixa de l'impost del cens a 100 francs al març, la prohibició de l'acumulació de càrrecs públics administratius amb escó de diputats, el gabinet de Guizot esdevingué més autoritari. En preparació de la sessió parlamentària de 1847-1848, Lluís Felip I de França va prohibir les reunions de l'oposició demòcrata, republicana i liberal. El més liberal dels orleanistes reunits darrere d'Adolphe Thiers va reclamar un règim més parlamentari i es va unir amb l'esquerra. La prohibició de les reunions polítiques d'una oposició cada cop més vigorosa el gener de 1848 va catalitzar amb l'inici dels aldarulls a París.

### Nacionalisme
Les revoltes també van tenir lloc contra els greuges dels camperols contra les obligacions senyorials, i un fort corrent nacionalista que pretenia la unificació nacional tant a Itàlia com a Alemanya i la independència hongaresa o l'autonomia eslava a les terres dels Habsburg. Es van establir nous règims en moltes àrees, mentre que es va arribar a reunir l'Assemblea de Frankfurt, amb diputats escollits per elecció popular directa els quals oferiren a Frederic Guillem IV de Prússia el títol d'emperador d'Alemanya, però aquest no l'acceptà.

## Conseqüències
A la tardor de 1848, els reaccionaris, al principi desprevinguts, s'organitzen per a una contrarevolució, l'aristocràcia i els seus aliats planegen tornar al poder i les revolucions pateixen una sèrie de derrotes l'estiu de 1849. Els reaccionaris van tornar al poder i molts dirigents de la revolució es van exiliar. A curt termini, només van produir el canvi durador d'un règim autoritari a un de més democràtic a Dinamarca i al Piemont. Algunes reformes socials van resultar permanents, i anys més tard els nacionalistes d'Alemanya, Itàlia i Hongria van aconseguir els seus objectius. Tot i que les revolucions de 1848 van fracassar, les seves reivindicacions van influir poderosament en la ideologia liberal del segle xix.

### Socials
Els diferents grups que es van unir als inicis de la revolució es van separar més tard a l'hora de defensar diferents objectius:
- Gran part de la petita burgesia, amb por que esclatés una revolució social, es va unir a la gran burgesia, encara que durant tot el segle xix les seves diferències van encarnar-se en les lluites polítiques entre moderats i radicals.
- El proletariat va començar a adquirir consciència de classe i, si bé va actuar amb desorganització, es va constituir com un moviment autònom.
- Els camperols, un cop aconseguida la seva alliberació del règim senyorial, es van conduir de manera molt moderada i el seu objectiu en el futur fou preservar les conquestes aconseguides.

### Polítiques
A l'Europa occidental la revolució de l'any 1848 va comportar el sorgiment dels ideals democràtics: sufragi universal, sobirania popular, igualtat social: va significar l'aparició de la classe treballadora com a força política. Com en altres ocasions, la revolució va començar a França. Pel febrer, un alçament popular va posar fi a la monarquia de Lluís Felip d'Orleans i es va proclamar la república social (drets per als treballadors) i el sufragi universal.
A l'Europa oriental la lluita va ser essencialment antiabsolutista i contra la dominació imperial austríaca. Així, la revolta va tenir un caire liberal a Viena, on la revolució va obligar el canceller Metternich a dimitir, i nacionalista, perquè nombrosos pobles es van alçar contra la dominació imperial (Hongria, Bohèmia, el nord d'Itàlia, i la Confederació germànica).
Tot i que la majoria de les revolucions van ser sufocades, les reformes liberals i el processos d'independència nacional es van consolidar a la segona meitat del segle xix.

## Revoltes

### França
La baixa burgesia i els estudiants es van unir a les protestes dels obrers, convertint-se el descontentament en revolució entre el 22 i el 24 de febrer de l'any 1848, de manera que quan el Govern monàrquic va intentar utilitzar la policia i les forces armades, aquestes s'hi van negar, obligant a renunciar al Primer Ministre François Guizot el 23 de febrer, i poc després, per manca de suports interns, Lluís Felip I de França abdicà. El 24 de febrer, el poeta Alphonse de Lamartine va proclamar la República davant d'una multitud a l'exterior de l'Ajuntament de París en nom del govern provisional elegit per la Cambra de Diputats sota pressió de les masses. D'aquesta manera, es va establir el govern provisional, que donaria pas al cap d'uns mesos a la ja oficial Segona República Francesa, obrí tallers nacionals (reclamats pels treballadors, molt afectats per la desocupació forçosa) i convocà eleccions per sufragi masculí per a una Assemblea Constituent; aquesta, dominada pels representants de la petita i mitjana burgesia, clausurà els tallers nacionals, forçant les classes populars, dirigides pels socialistes, a revoltar-se altre cop (23-26 de juny); la subsegüent repressió anorreà temporalment l'esquerra i facilità l'accés de Lluís Napoleó a la presidència (desembre de 1848) des de la qual acabaria proclamant-se emperador (1851-52).

### Itàlia

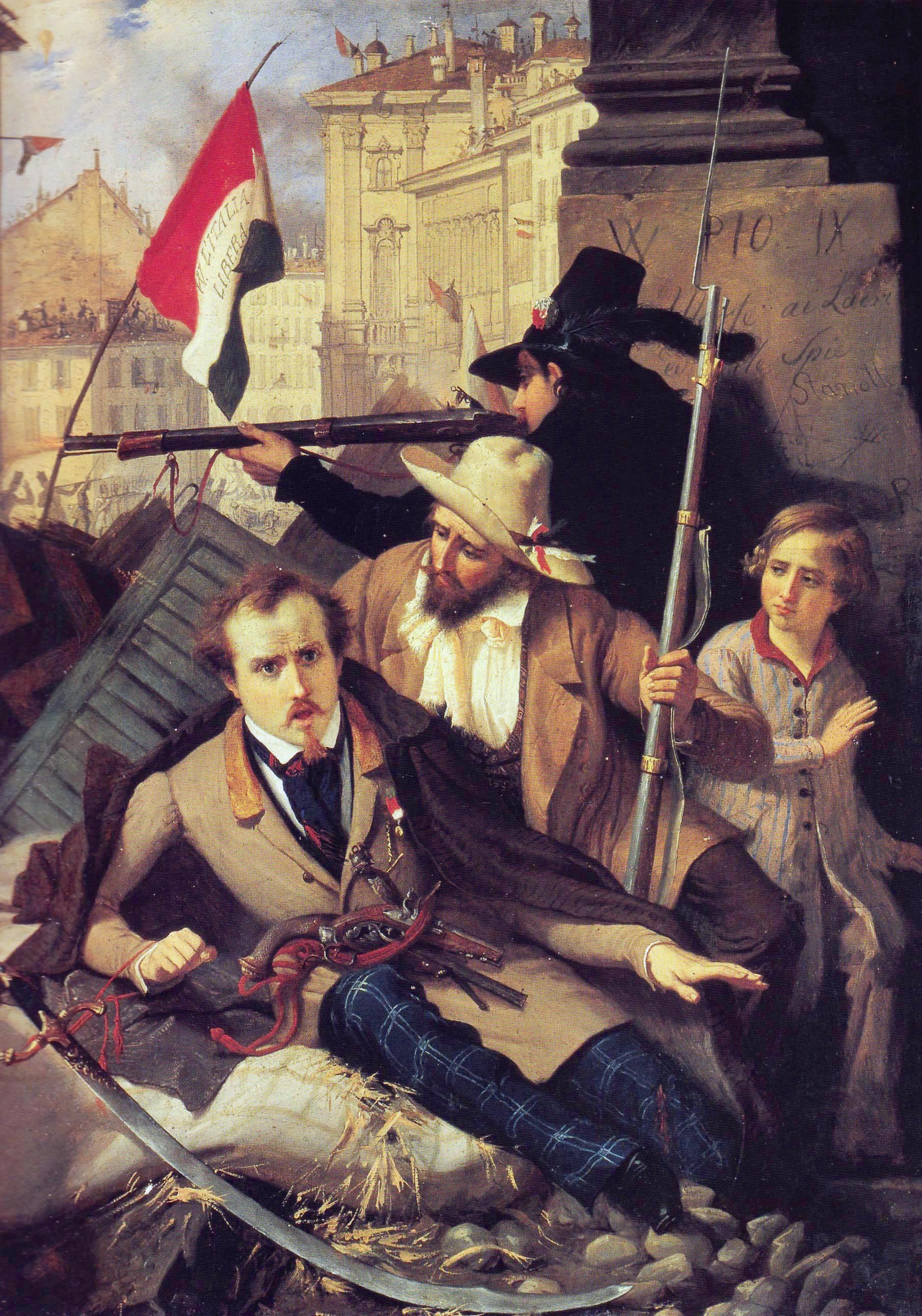
Episodi dels Cinc dies de Milà, pintura de Baldassare Verazzi

A Itàlia, els revolucionaris reivindicaren constitucions liberals, l'expulsió dels austríacs i la reunificació de la península; el papa i els sobirans de Nàpols, Toscana i Piemont hagueren d'atorgar constitucions que, en general, tingueren vida efímera; cinc dies de lluites als carrers de Milà (18-22 de març) obligaren les tropes austríaques a evacuar la Llombardia; el 23 de març, al Piemont, Carles Albert I de Sardenya declarà la guerra a Àustria, però, no havent rebut l'ajut exterior reclamat, s'enfrontà a la Batalla de Custoza el 1848 i a la batalla de Novara l'any següent, i resultà derrotat en ambdós enfrontaments. L'agitació dugué a la fugida de Pius IX i a la proclamació de la república, a la qual posaren fi les tropes franceses pel juliol del 1849.

### Àustria
El 3 de març Lajos Kossuth va pronunciar un discurs ardent a la Dieta hongaresa, demanant una constitució. No va ser fins al 10 de març que Metternich va semblar preocupat pels esdeveniments a Viena, on es van organitzar peticions que demanen més llibertat, transparència i representació. Els estudiants van participar en diverses manifestacions, que van culminar el 13 de març quan van aplaudir la família imperial però van expressar la ira contra Metternich. Metternich va ser cridat per reunir-se amb l'arxiduc Lluís i va enviar tropes al carrer i va anunciar una concessió mínima i concertada, però a la tarda, la multitud es va tornar hostil i les tropes van obrir foc sobre ella, matant cinc manifestants. La multitud estava ara realment incitada, ja que als liberals s'hi van unir els pobres, que es disposaven a causar estralls. Els estudiants es van oferir a formar una Legió Acadèmica progovernamental si es complien les seves demandes. l'arxiduc Lluís va acceptar i va demanar a Metternich la dimissió, que va acceptar de mala gana, i es va exiliar a Londres,
Es va atorgar una nova constitució i una nova revolta, el mes de maig, donà com a resultat la convocatòria d'una assemblea constituent que acordà l'abolició dels drets feudals encara subsistents; i una tercera revolta, per l'octubre, i la repressió subsegüent, dugueren a que nou primer ministre, el príncep Fèlix zu Schwarsenberg, aconsellés a l'emperador que abdicar en favor del seu nebot, l'arxiduc Francesc Josep d'Àustria.

### Bohèmia
A Bohèmia, el congrés eslau de Praga (juny del 1848) promogué manifestacions nacionalistes, durament reprimides pel govern vienès.

### Hongria
A Hongria, la revolució, dirigida per Lajos Kossuth, esclatà el 15 de març; malgrat algunes concessions, els hongaresos rebutjaren la monarquia dels Habsburg, la qual, per restablir la seva dominació, atià les diferències entre magiars i croats i demanà ajut rus; la capitulació de Vilagos (agost del 1849) posà fi a la resistència hongaresa i fou l'inici d'una cruel persecució de patriotes.

### Alemanya
Les revolucions, que van posar èmfasi en el pangermanisme, van demostrar el descontentament popular amb l'estructura política tradicional, en gran part autocràtica, dels trenta-nou estats independents de la Confederació Germànica que van heretar el territori alemany de l'antic Sacre Imperi Romanogermànic després del seu desmantellament com a conseqüència de les guerres napoleòniques. Aquest procés va començar a mitjans de la dècada de 1840. La classe mitjana estava compromesos amb els principis liberals, mentre que la classe treballadora buscava millores radicals en les seves condicions de treball i de vida.
A Alemanya, la revolució s'estengué per Berlín i la família reial hagué d'abandonar la ciutat fins que pogué restituir l'exèrcit i esclafar la revolta, i després dels avalots de Berlín (15-18 de març), el rei Frederic Guillem IV de Prússia declarà el propòsit d'impulsar la reunificació alemanya i d'establir un règim parlamentari, però més tard, en vista de les victòries dels contrarevolucionaris austríacs, es limità a promulgar una constitució que mantenia gairebé intacta l'autoritat reial; l'actitud de Frederic Guillem IV fou imitada pels altres prínceps; mentrestant, l'estès desig d'una unificació alemanya aplegà a Frankfurt una assemblea nacional (1848-49) que redactà una constitució que prefigurava la del II Reich. El Parlament oferí la corona al rei prussià a canvi d'acceptar una constitució liberal a la qual el rei es negà i nomenà l'arxiduc Joan com a Regent del Regne.
Quan la classe mitjana i els components de la classe treballadora de la Revolució es van dividir, l'aristocràcia conservadora la va derrotar. Els liberals es van veure obligats a l'exili per escapar de la persecució política, on van passar a ser coneguts com a quaranta-vuit. Molts van emigrar als Estats Units, instal·lant-se de Wisconsin a Texas.

### Principat de Valàquia
La Revolució valaca de 1848 va ser un aixecament liberal i nacionalista romanès al Principat de Valàquia estretament relacionada amb la revolta fallida al Principat de Moldàvia, va intentar tombar l'administració imposada per les autoritats imperials russes sota el règim del Regulamentul Orgànic exigint l'abolició del privilegi boiar. Dirigida per un grup de joves intel·lectuals i oficials de la milícia, el moviment va aconseguir derrocar el príncep governant Gheorghe Bibescu, a qui va substituir per un govern provisional i una regència, i de passada una sèrie de grans reformes progressistes, anunciades per primera vegada a la Proclamació d'Islaz.